# Jean-Pierre Casse
Jean-Pierre Casse est un tireur sportif français.

## Palmarès
Jean-Pierre Casse a remporté l'épreuve Colt aux championnats du monde MLAIC organisés en 2000 à Adélaïde. Il a été classé cinquième à la même épreuve en 2002 à Lucca en Italie.